# Premio Federico García Lorca
El Premio Federico García Lorca es un premio de poesía para jóvenes universitarios que viene convocando a nivel nacional desde los años 1970 la Universidad de Granada. Su objetivo principal es fomentar la creación literaria entre los estudiantes universitarios de toda España.
Suele concederse en distintas categorías, tales como poesía, cuento o teatro. 

## Historia
Han obtenido este premio, entre otros, autores y autoras como Luis García Montero, Álvaro Salvador, Aurora Luque, Rafael Espejo, Juan Carlos Abril, Andrés Neuman, Ventura Camacho o Ana Hidalgo. Si bien el premio comenzó su andadura premiando a autores que cultivaban un estilo más conversacional en línea con la llamada poesía de la experiencia, de acuerdo con un cambio en el jurado, a partir del año 2010 comienzan a premiarse obras de carácter más experimental e innovador. 
En la modalidad de teatro, entre los ganadores se encuentran Rafael Pérez Estrada, José Ricardo Morales, José Sanchis Sinisterra o Denise Despeyroux.
El libro ganador es editado por el servicio de publicaciones de la Universidad de Granada. Anteriormente se ocupaba de esta labor la editorial sevillana Point de Lunettes.
- Datos: Q18533915